# Trsteno, Dubrovnik
Trsteno je naselje na Hrvaškem, ki upravno spada pod mesto Dubrovnik; le-ta pa spada pod Dubrovniško-neretvansko županijo.
Trsteno je naselje in turistični kraj, ki leži od državni cesti D8 (imenovani tudi Jadranska magistrala) okoli 19 km severozahodno od Dubrovnika. Ima blago sredozemsko podnebje z več izviri sladke vode, ki omogočajo obilno rast in razvoj rastlin. Poseben čar mu daje arboretum, edini na hrvaški obali Jadranskega morja, ki ga je družina Gučetić leta 1502 in kasneje  okoli svoje gotsko–renesančne vile zasadila s sredozemskimi in drugimi rastlinami. Razprostira se na površini okoli 25 ha ter je najstarejši spomenik parkovne arhitekture na Hrvaškem. Poseben okras arboretuma pa je tudi Neptunov vodnjak. Danes za arboretum skrbi Hrvaška akademija znanosti in umetnosti. Kraj je svoje ime dobil trstiki, ki tukaj zaradi obilice vode dobro uspeva.

## Zgodovina
Področje na katerem je današnje naselje je bilo naseljeno že v prazgodovini. Od leta 1399 je bilo v sestavu Dubrovniške republike, od 15. stoletja pa v lasti družine Gučetić. V njihovi vili, ki je bila zelo poškodovana v potresu leta 1667, se je zbiralo dubrovniško plemstvo 16. in 17. stoletja. V naselju stojijo: mlin za oljke, akvadukt postavljen v 15. stoletju ter baročni vodnjak z Neptunom in nimfami postavljen leta 1736. V gotsko-renesančni župnijski cerkvi stoji več baročnih oltarjev. Ob cerkvi je postavljenih nekaj stečkov okrašenih z dekorativno plastiko. V kapeli Gospe od Snijega je oltarna slika Majka Božja s Djetetom flamskega renesančnega slikarja Pieter van Aelsta iz 16. stoletja. V naselju stojijo še počitniška vila družine Benešić–Gradić–Rastić iz 16. stoletja, več renesančnih baročnih hiš, ob morju pa neogotska vila Nardelli zgrajena leta 1908 po načrtih Ćirila Metoda Ivekovića. Tu je živel filozofski pisatelj Nikola Vitov Gučetić-Basiljević (1549—1610). Zadnji lastnik Vito Gučetić-Basiljević (Gozze-Bassegali) je zbral veliko kamnitih kipov in drugih kamnitih fragmèntov, od katerih je nekatere vgradil v umetno zgrajeno ruševino.

## Demografija
| Pregled števila prebivalcev po letih | Pregled števila prebivalcev po letih | Pregled števila prebivalcev po letih | Pregled števila prebivalcev po letih | Pregled števila prebivalcev po letih | Pregled števila prebivalcev po letih | Pregled števila prebivalcev po letih | Pregled števila prebivalcev po letih | Pregled števila prebivalcev po letih | Pregled števila prebivalcev po letih | Pregled števila prebivalcev po letih | Pregled števila prebivalcev po letih | Pregled števila prebivalcev po letih | Pregled števila prebivalcev po letih | Pregled števila prebivalcev po letih |
| ------------------------------------ | ------------------------------------ | ------------------------------------ | ------------------------------------ | ------------------------------------ | ------------------------------------ | ------------------------------------ | ------------------------------------ | ------------------------------------ | ------------------------------------ | ------------------------------------ | ------------------------------------ | ------------------------------------ | ------------------------------------ | ------------------------------------ |
| 1857                                 | 1869                                 | 1880                                 | 1890                                 | 1900                                 | 1910                                 | 1921                                 | 1931                                 | 1948                                 | 1953                                 | 1961                                 | 1971                                 | 1981                                 | 1991                                 | 2001                                 |
| 453                                  | 421                                  | 388                                  | 366                                  | 330                                  | 354                                  | 339                                  | 305                                  | 287                                  | 295                                  | 292                                  | 276                                  | 251                                  | 240                                  | 237                                  |